# Veterico
Veterico (em latim: Vetericus), Vitirico  (Vitirichus) ou Viderico (Videricus) foi, segundo a Gética de Jordanes, um nobre ostrogótico ativo no século V, membro da dinastia dos Amalos. Era filho de Beremudo e pai de Eutarico. Como relatado por Herwig Wolfram, Veterico é homônimo a um rei grutungo que em 376 apareceu no Danúbio Inferior, embora é incerto que sejam a mesma pessoa.
Seja como for, sabe-se que em 427, Veterico deixou com seu pai os ostrogodos e partiu para o Reino Visigótico de Teodorico I (r. 418–451). Ele provavelmente pode ser identificado com o Viterico que esteve ativo c. 439 e que lutou com distinção em nome do Império Romano.